# 黑草席钟螺
黑草席钟螺（学名：Monodonta neritoides），又名黑蜑馬蹄螺或拟蜒单齿螺，是一個海螺的物種，屬於鐘螺目鐘螺科的海洋腹足綱軟體動物。

## 型態特徵
螺殼殼體小型，高16 mm。脐部乳白色，下部微黄，中部微凹，但無臍孔。呈半球形、近卵圓形。質厚，有五層螺層，體螺層略微膨脹。殼外表光滑、色黑。與草蓆鐘螺有點不太相似：橫螺肋不明顯，但具有白色、黃色紅色等「之」字形細小斑紋組成的橫紋圍繞螺層。
殼口完整，具白色真珠光澤；軸唇具一明顯的齒狀突起，從外唇到底唇有齒狀突起，但底唇平直。
口蓋角質，圓而薄。

## 分佈及棲息地
本物種見於日本、韩国、中国大陆的浙江舟山、台州列島、福建東山和廣東、台湾的蘭嶼、綠島、澎湖及越南的慶和省和平順省各地的海岸。
棲息於淺海珊瑚礁、潮間帶至潮下帶淺水域。

## 外部連結
- 維基物種上的相關：黑草席钟螺
- To Biodiversity Heritage Library (15 publications) （页面存档备份，存于）
- To Encyclopedia of Life
- To USNM Invertebrate Zoology Mollusca CollectionArchive.today的存檔，存档日期2012-12-12
- Hardy, Eddie. . Hardy's Internet Guide to Marine Gastropods. （原始内容存档于2020-06-28） （英语）.